# Fernanda Fernández
Sor Fernanda Fernández (Zújar, Granada, 1755 - fl. 1792) fue una monja y una de las primeras personas intersexuales conocidas en España.

## Biografía
Fue educada por unos padres cristianos y teniendo vocación de religiosa capuchina, tomó hábito el 10 de abril de 1774 a los 18 años de edad.
Desde el comienzo de su juventud se dio cuenta de que cuando estornudaba, tosía o hacía algún esfuerzo extraordinario se le separaba de su órgano sexual un cuerpo carnoso de 3 cm o poco más de longitud y que al poco tiempo se volvía a ocultar sin causarle ninguna molestia. No reflexionó sobre el fenómeno por su pudor hasta los 32 años de edad, ya que se producían frecuentes desprendimientos y movimientos involuntarios en su órgano sexual de su cuerpo carnoso.
Entonces decidió comentarle a su confesor lo que le sucedía, pidiéndole que la extrajese del monasterio, ya que era hombre y no mujer. Pero los directores que pasaron por el monasterio en los siguientes cinco años rechazaron su instancia, atribuyendo a un fuerte histerismo los estímulos carnales que sentía, y a la relajación del útero o de la vagina del cuerpo extraño que tenía. Entonces, ya con la llegada del siguiente confesor, Fray Esteban Garrido, y siendo también informado de lo que pasaba, recapacitó profundamente y consultó con los mejores teólogos y físicos y pidió a la superiora del monasterio que apartara a Sor Fernanda de sus compañeras y la custodiase bajo llave, hasta la resolución de Juan Manuel Moscoso y Peralta, arzobispo de Granada.
Informado el arzobispo por Fray Esteban Garrido, permitió que entrara en el monasterio una comadrona para que la reconociese y expusiera su dictamen. Se certificó que era hombre y se la extrajo del monasterio el 21 de enero de 1792 con traje de mujer seglar y la tuvieron en un lugar seguro hasta que volvió a ser reconocida por dos médicos, dos cirujanos y una matrona, y atestaron entre otras cosas las siguientes:

Descubríanse baxo la región hipogástrica dos labios unidos en la parte superior al monte de Venus, y en la inferior al perineo, formando la rima mayor. Separados los labios no se encontraron ninfas ni clítoris; pero en el sitio que debía ocupar éste, se manifestó el conducto urinario, por donde salía ese líquido. Dos líneas más abajo no se halló el orificio externo de la vagina, y en su lugar estaba un perfecto pene demarcado su balano en la parte superior por una línea membranosa, que lo circunscribía, y terminaba con el uréter por donde deponía mensualmente desde los 14 a los 15 años una corta cantidad de sangre, expeliendo también por el mismo conducto un líquido seminal, cuando experimentaba alguna erección o estímulos venéreos. El pene carecía de prepucio; cuando se observó tendría pulgada y media de longitud, y en su erección aseguró llegar a tres pulgadas. En la base de ese miembro se encontraron dos eminencias colaterales redondas y pequeñas en forma de testículos, cubiertos por la misma túnica que interiormente cubre las partes carnosas de los labios.

En virtud de lo expuesto atestaron que prevaleciendo en esta persona los órganos principales, que caracterizan el sexo masculino, debía considerarse hombre.
El arzobispo aceptó este dictamen y anuló la profesión de Sor Fernanda Fernández, le hizo vestir de hombre, y el 11 de febrero de 1792 la remitió a sus padres, que seguían viviendo en Zújar. Todo consta en el expediente archivado en la Curia Eclesiástica de Granada.